# Xã Lutsen, Quận Cook, Minnesota
Xã Lutsen (tiếng Anh: Lutsen Township) là một xã thuộc quận Cook, tiểu bang Minnesota, Hoa Kỳ. Năm 2010, dân số của xã này là 415 người.